# Quartetto per archi n. 3 (Čajkovskij)
Il Quartetto per archi n. 3 in mi bemolle minore, Op. 30 fu composto da Pëtr Il'ič Čajkovskij nel 1876.

## Storia della composizione
Il quartetto venne dedicato alla memoria del violinista Ferdinand Laub e fu eseguito per la prima volta a Mosca pubblicamente il 18 marzo 1876; in precedenza era stato suonato durante una serata nell'appartamento di Nikolaj Rubinštejn. Nello stesso anno Čajkovskij arrangiò il terzo movimento per violino e pianoforte. 